# Bactrocera propedistincta
Bactrocera propedistincta är en tvåvingeart som beskrevs av Drew 1989. Bactrocera propedistincta ingår i släktet Bactrocera och familjen borrflugor. Inga underarter finns listade.